# Capsella
O género botânico Capsella é constituído por plantas pertencentes à família Brassicaceae, das dicotiledóneas, a que também pertence a mostarda. A espécie mais conhecida é designada pelo nome de bolsa-de-pastor (Capsella bursa-pastoris), uma planta protocarnívora.

## Espécies
- Capsella abscissa
- Capsella andreana
- Capsella australis
- Capsella austriaca
- Capsella bursa-pastoris - Bolsa-de-pastor
- Capsella divaricata
- Capsella draboides
- Capsella gracilis
- Capsella humistrata
- Capsella hybrida
- Capsella hyrcana
- Capsella integrifolia
- Capsella lycia
- Capsella mexicana (ou Bursa mexicana)
- Capsella pillosula
- Capsella procumbens
- Capsella pubens
- Capsella puberula
- Capsella rubella
- Capsella schaffneri (ou Asta schaffneri)
- Capsella stellata
- Capsella tasmanica
- Capsella thomsoni
- Capsella thracica
- Capsella viguieri
- Capsella villosula